# تیوسولفات
تیوسولفات (S
۲O۲−
۳) یک اکسی‌آنیون گوگرد است. پیشوند تیو- نشان می‌دهد که یون تیوسولفات یک یون سولفات است که در آن یک اکسیژن با گوگرد جایگزین شده‌است. تیوسولفات یک یون چهاروجهی با تقارن C3v است. این آنیون به‌طور طبیعی وجود دارد و توسط فرآیندهای بیوشیمیایی خاصی تولید می‌شود. به سرعت آب را کلرزدایی می‌کند و به دلیل استفاده از آن برای سفید کردن در صنعت کاغذسازی قابل توجه است. تیوسولفات عمدتاً در رنگرزیِ منسوجات و سفید کردن مواد طبیعی استفاده می‌شود.
سدیم تیوسولفات، که معمولاً هیپو (از «هیپوسولفیت») نامیده می‌شود، به‌طور گسترده‌ای در عکاسی برای تثبیت نگاتیوهای سیاه و سفید و چاپ پس از مرحله توسعه استفاده می‌شد. تثبیت‌کننده‌های مدرن «رپید» از آمونیوم تیوسولفات به عنوان نمک تثبیت‌کننده استفاده می‌کنند زیرا سه تا چهار برابر سریعتر عمل می‌کند. برخی از باکتری‌ها می‌توانند تیوسولفات‌ها را متابولیزه کنند.